# Copromorpha gypsota
Copromorpha gypsota is een vlinder uit de familie van de Copromorphidae. De wetenschappelijke naam van de soort is voor het eerst geldig gepubliceerd in 1886 door Meyrick.